# Districte de Bergstraße
Districte de Bergstraßi (en alemany: Kreis Bergstraßi) és un Landkreis (districte) en el Regierungsbezirk Darmstadt, de l'estat federal de Hessen (Alemanya). Els territoris veïns al nord són els districtes de Groß-Gerau i Darmstadt-Dieburg, a l'est el d'Odenwaldkreis i al sud el districte de l'estat de Baden-Württemberg de Rhein-Neckar-Kreis i la ciutat de Mannheim. A l'oest es troba el Rin com a frontera natural del Rheinland-Pfalz. A l'esquerra del Rin es troba la ciutat lliure de Worms i el districte de Rhein-Pfalz-Kreis. La capital del districte recau sobre la ciutat de Heppenheim.

## Geografia
Una part del Kreises es troba dintre dels límits del bosc d'Odenwald, l'altra part es troba a la plana d'Oberrheinischen Tiefebene i pertany parcialment a la regió de Hessischen Ried.

## Composició del districte
(Habitants a 30 de juny de 2005)
| - 1. Bensheim (39.642) - 2. Bürstadt (15.354) - 3. Heppenheim (25.434) - 4. Hirschhorn (Neckar) (3.692) - 5. Lampertheim (31.779) - 6. Lindenfels (5.362) - 7. Lorsch (12.752) - 8. Neckarsteinach (3.897) - 9. Viernheim (32.884) - 10. Zwingenberg (6.980) Gemeindefreies Gebiet - 1. Michelbuch | - 1. Abtsteinach (Sitz: Ober-Abtsteinach) (2.423) - 2. Biblis (8.936) - 3. Birkenau (10.419) - 4. Einhausen (6.018) - 5. Fürth (11.071) - 6. Gorxheimertal (Sitz: Unterflockenbach) (4.117) - 7. Grasellenbach (Sitz: Hammelbach) (3.954) - 8. Groß-Rohrheim (3.735) - 9. Lautertal (Sitz: Reichenbach (Odenwald)) (7.325) - 10. Mörlenbach (10.634) - 11. Rimbach (8.584) - 12. Wald-Michelbach (11.516) |